# 1455年
| 千纪： | 2千纪 |
| 世纪： | 14世纪 \| 15世纪 \| 16世纪                                                                                 |
| 年代： | 1420年代 \| 1430年代 \| 1440年代 \| 1450年代 \| 1460年代 \| 1470年代 \| 1480年代                           |
| 年份： | 1450年 \| 1451年 \| 1452年 \| 1453年 \| 1454年 \| 1455年 \| 1456年 \| 1457年 \| 1458年 \| 1459年 \| 1460年 |
| 纪年： | 乙亥年（猪年）；明景泰六年；越南延寧二年；日本享德四年，康正元年                                           |

## 大事记
- 日本
  - 第5代鎌倉公方足利成氏將根據地從鎌倉移往古河，成為初代「古河公方」。
- 欧洲
  - 1月8日——教宗尼古拉五世頒布授予葡萄牙海上霸主地位的特權令，認可奴隸貿易。
  - 2月23日——约翰内斯·古腾堡印製完成第一部《古騰堡聖經》。
  - 5月22日——玫瑰战争爆发。
- 其他
  - 4月8日——卡利克斯特三世当选为教宗。

## 出生
- 5月2日——朱见泽，明朝崇简王，明英宗朱祁镇第六子。
- 5月3日——约翰二世，葡萄牙国王（逝世于1495年）

## 逝世
- 3月24日——尼各老五世，教皇（出生于1397年）